# Áurea
Áurea (wym. [ˈawɾeɐ]) – miasto i gmina w Brazylii, w stanie Rio Grande do Sul. Znajduje się w mezoregionie Noroeste Rio-Grandense i mikroregionie Erechim.

## Historia
Założenie osady datuje się na rok 1906, kiedy to w ten region napłynęli polscy imigranci. Pierwsi osadnicy przybyli do Brazylii w poszukiwaniu lepszego życia, a na miejscu zajęli się rolnictwem. Wielu z nich, ze względu na niewielki obszar nadający się do uprawiania ziemi, pracowało przy prowadzonych przez rząd Brazylii budowach dróg.
Szacuje się, że gminę uformowali w 90% Polacy, w 5% Włosi, w 2% Niemcy, a w 3% Ciemnoskórzy. 
Miasto początkowo nosiło nazwę Rio Marcelino, zaś w 1918 roku przyjęło nazwę Treze de Maio (Trzynasty maja). Dwadzieścia lat później nazwę miasteczka ponownie zmieniono, tym razem na Princesa Isabel, dla uczczenia księżniczki Izabeli Brazylijskiej. W 1944 roku przyjęto nazwę Vila Áurea (Złote Miasto) na pamiątkę Złotej Ustawy (Lei Áurea), która w 1888 roku zniosła w Brazylii niewolnictwo.
W roku 1980 zrodził się pomysł wyodrębnienia politycznego Áurei, który forsował między innymi miejscowy wikariusz Josef Wajnar. Pomimo pewnych trudności prawnych, stanowe Zgromadzenie Legislacyjne przyjęło 24 listopada 1987 roku ustawę nr 8419, która przyznała gminie niezależność. 
W roku 2022 dzięki staraniom Fabricio Vicroskiego (Wichrowskiego) i wsparciu BRASPOL - Centralnej Reprezentacji Wspólnoty Brazylijsko-Polskiej, Instytutu Języka Polskiego oraz Stowarzyszenia "Wspólnota Polska" język polski stał się językiem urzędowym w gminie Aurea.

## Demografia
Obecnie Áureę zamieszkuje ponad 3,5 tysiąca osób.
W 2008 roku produkt krajowy brutto na jednego mieszkańca miasteczka wynosił 12 200,41 reali.

## Kultura
W mieście żywa jest pamięć o polskich korzeniach – odbywa się Festa Nacional de Czarnina (Festiwal czerniny), a do zwiedzania udostępniono Dom Imigranta (Casa do Imigrante, muzeum ze sprzętami Polonii z początku XX wieku) oraz muzeum miejskie João Modtkowskiego (Museu Municipal João Modtkowski) o tematyce nawiązującej do ludności pochodzenia polskiego.
Patronką miejscowej parafii katolickiej jest Matka Boska Częstochowska.